# Moussa Dembélé (fotbollsspelare född 1996)
Moussa Dembélé, född 12 juli 1996, är en fransk fotbollsspelare som spelar för saudiska Al-Ettifaq.

## Klubbkarriär
Dembélé spelade som junior för Paris Saint-Germain. Han värvades som 16-åring i augusti 2012 av Fulham.
Den 28 juni 2016 värvades Dembélé av Celtic, där han skrev på ett fyraårskontrakt. Den 31 augusti 2018 värvades Dembélé av Lyon, där han skrev på ett femårskontrakt. Den 13 januari 2021 lånades Dembélé ut till spanska Atlético Madrid på ett låneavtal över resten av säsongen 2020/2021.
Den 26 juli 2023 värvades Dembélé av saudiska Al-Ettifaq.